# Sašo Rajsar
Sašo Rajsar (* 18. August 1988 in Jesenice, SR Slowenien) ist ein slowenisch-kroatischer Eishockeyspieler, der seit Januar 2018 beim HK Olimpija Ljubljana in der Alps Hockey League unter Vertrag steht.

## Karriere
Sašo Rajsar begann seine Karriere als Eishockeyspieler in seiner Heimatstadt in der Nachwuchsabteilung des HK Jesenice, dem HD mladi Jesenice, für den er von 2004 bis 2007 in der slowenischen Juniorenliga aktiv war. Parallel spielte er in dieser Zeit für die erste Mannschaft des HK HIT Casino Kranjska Gora und die Jesenices in der Slowenischen Eishockeyliga. Für die Saison 2007/08 wechselte der Verteidiger in die dänische AL-Bank Ligaen zu den Odense Bulldogs. Dort blieb er in 15 Spielen punkt- und straflos, wobei er überwiegend für Odenses Juniorenmannschaft in der dänischen U20-Juniorenliga sowie die zweite Mannschaft in der zweiten dänischen Spielklasse zum Einsatz kam. In der dänischen U20-Juniorenliga war er Topscorer und bester Torschütze aller Spieler. 
Zur folgenden Spielzeit kehrte der Linksschütze in seine Heimat zurück, wo er für den HD mladi Jesenice in der slowenischen Eishockeyliga spielte. Parallel stand er zwei Mal in der Österreichischen Eishockey-Liga auf dem Eis, in die der HK Jesenice 2006 aufgenommen worden war. Zur Saison 2009/10 wurde Rajsar vom ÖEHL-Neuling KHL Medveščak Zagreb aufgenommen, bei dem er aufgrund seiner doppelten Staatsbürgerschaft nicht unter das Ausländerkontingent fiel. Nachdem er in seinem ersten Jahr in Zagreb noch einen Stammplatz hatte und in insgesamt 65 Spielen je zwei Tore und zwei Vorlagen erzielt hatte, kam er in der Saison 2010/11 vermehrt für Medveščaks Kooperationspartner, das Team Zagreb, in der Slohokej Liga zum Einsatz. 
Im Januar 2011 kehrte Rajsar zu den Odense Bulldogs in die dänische AL-Bank Ligaen zurück. Bis zum Saisonende erzielte er für das Team in zehn Spielen ein Tor und gab drei Vorlagen. Im August schloss er sich erneut dem KHL Medveščak Zagreb aus der ÖEHL an und kam für diesen sowohl in der ÖEHL, als auch in der kroatischen Eishockeyliga zum Einsatz. Nach einem Jahr beim HK Slavija Ljubljana aus der Inter-National-League wechselte er zu HDD Jesenice. Für den Nachfolgeclub des HK Jesenice spielte er bis 2017 in der INL, der Alps Hockey League und slowenischen Eishockeyliga. 2015 und 2017 wurde er mit Jesenice Slowenischer Meister, ehe er im August 2017 Medveščak zurückkehrte.
Im Januar 2018 wechselte er zum HK Olimpija Ljubljana in die Alps Hockey League.

### International
Für Slowenien nahm Rajsar im Juniorenbereich an der U18-Weltmeisterschaft der Division I 2006 sowie den U20-Weltmeisterschaften der Division I 2007 und 2008 teil.

## Erfolge und Auszeichnungen
- 2008 Topscorer der dänischen U20-Juniorenliga
- 2008 Bester Torschütze der dänischen U20-Juniorenliga
- 2012 Kroatischer Meister mit dem KHL Medveščak Zagreb II
- 2015 Slowenischer Meister mit dem HDD Jesenice
- 2017 Slowenischer Meister mit dem HDD Jesenice

## ÖEHL-Statistik
(Stand: Ende der Saison 2015/16)